# 科隆日欧蒙多尔
科隆日欧蒙多尔（法語：Collonges-au-Mont-d'Or，法語發音：[kɔlɔ̃ʒ o mɔ̃ dɔʁ]，意为“在奥尔山的科隆日”）是法国里昂大都会的一个市镇，属于里昂区。

## 地理
科隆日欧蒙多尔（45°49'26"N, 4°50'25"E）面积3.78 平方千米，位于法国奥弗涅-罗讷-阿尔卑斯大区里昂大都会，后者为法国的一个特殊地位集体，自2015年脱离罗讷省成立，位于法国中东部，中心城市为里昂。
与科隆日欧蒙多尔接壤的市镇（或旧市镇、城区）包括：索恩河畔罗什塔耶、圣西尔欧蒙多尔、圣罗曼欧蒙多尔、卡吕尔和屈尔、索恩河畔方丹、里昂。
科隆日欧蒙多尔的时区为UTC+01:00、UTC+02:00（夏令时）。

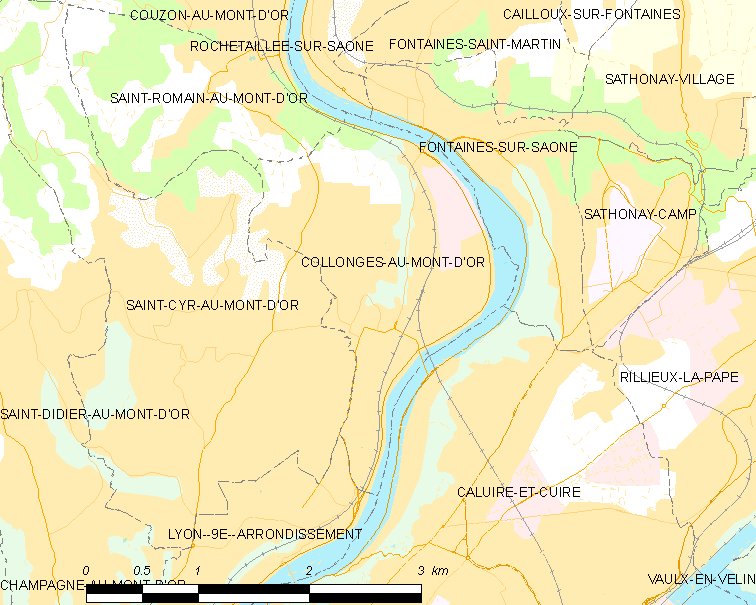
科隆日欧蒙多尔的OSM定位图

## 行政
科隆日欧蒙多尔的邮政编码为69660，INSEE市镇编码为69063。

## 政治
科隆日欧蒙多尔的现任市长为阿兰·热尔曼（Alain Germain）先生，任期为2020-2026年。

## 人口

1962-2008年间科隆日欧蒙多尔人口变化图示

科隆日欧蒙多尔于2022年1月1日时的人口数量为4604人。